# 扎瓦德卡河
扎瓦德卡河（烏克蘭語：Завадка），是烏克蘭西部的河流，屬於斯特雷河的右支流。該河發源自梅塔以南，流經利維夫州的斯特雷區和桑比爾區，河道全長24.6公里，流域面積164平方公里。